# 23946 Marcelleroux
23946 Marcelleroux è un asteroide della fascia principale. Scoperto nel 1998, presenta un'orbita caratterizzata da un semiasse maggiore pari a 2,9977686 UA e da un'eccentricità di 0,0560913, inclinata di 12,19599° rispetto all'eclittica.